# Hnojná Lhotka
Hnojná Lhotka (německy Hnojna Lhota) je malá vesnice, část obce Slapy v okrese Tábor v Jihočeském kraji. Nachází se asi dva kilometry severně od Slap. Je zde evidováno 12 adres. V roce 2011 zde trvale žilo čtrnáct obyvatel.
Hnojná Lhotka je také název katastrálního území o rozloze 2,12 km².

## Historie
První písemná zmínka o vesnici pochází z roku 1340.

## Obyvatelstvo
| Rok            | 1869 | 1880 | 1890 | 1900 | 1910 | 1921 | 1930 | 1950 | 1961 | 1970 | 1980 | 1991 | 2001 | 2011 | 2021 |
| -------------- | ---- | ---- | ---- | ---- | ---- | ---- | ---- | ---- | ---- | ---- | ---- | ---- | ---- | ---- | ---- |
| Počet obyvatel | 66   | 94   | 93   | 73   | 73   | 82   | 84   | 45   | 42   | 27   | 22   | 13   | 11   | 14   | 17   |
| Počet domů     | 11   | 12   | 12   | 13   | 14   | 14   | 15   | 12   | 12   | 7    | 7    | 9    | 6    | 8    | 8    |

## Obecní správa
Při sčítání lidu v letech 1850–1889 Hnojná Lhotka byla osadou obce Dražičky v okrese Tábor. V letech 1890–1960 byla osadou obce Slapy v okrese Tábor. V letech 1961–1990 byla částí obce Radimovice u Želče v okrese Tábor. Od 24. listopadu 1990 je opět částí obce Slapy v okrese Tábor.